# Porotrichodendron substolonaceum
Porotrichodendron substolonaceum är en bladmossart som beskrevs av Brotherus 1925. Porotrichodendron substolonaceum ingår i släktet Porotrichodendron och familjen Lembophyllaceae. Inga underarter finns listade i Catalogue of Life.